# Београдски процес
Београдски процес је назив за суђење генералу Драгољубу Михаиловићу и групи од још двадесет тројице оптуженика из редова ЈВуО, владе у изгнанству и Недићевог режима за наводну издају и ратне злочине. Званичан назив поступка је био „Суђење Драгољубу-Дражи Михаиловићу и осталим колаборационистима за издају и ратне злочине почињене на простору Југославије за време рата (1941—1945)“. Суђење је одржано у Београду, од 10. јуна до 15. јула 1946. године у згради Летње дворане Војног пешадијског училишта на Топчидеру.
Суђење је било отворено за јавност и присуствовало му је око 60 страних извештача.

## Оптужница
Оптуженима је суђено пред војним судом. Председник Војног већа био је пуковник Михаило Ђорђевић а чланови су још били потпуковници Милија Лаковић и Михаило Јанковић, помоћне судије Никола Станковић и Радомир Илић и Тодор Попадић (секретар). Тужилац је био пуковник Милош Минић, високи владин званичник који је учествовао у преговорима Јосипа Броза Тита и Михаиловића на почетку устанка у Србији и каснији председник Србије и министар спољних послова СФРЈ. Помагао му је Милош Јовановић.
Процес је попримио огроман публицитет у свету и у тадашњој Југославији. На процесу су поред домаћих присуствовали и инострани новинари, фото-репортери и извештачи. Суђење је директно преношено преко радија.
Михаиловићу и другима је суђено за њихове активности против партизана, за наводну колаборацију са Немцима и ратне злочине над цивилима. Михаиловић је био оптужен по 47 тачака. Михаиловићу и неким другим оптуженима се судило за: предају заробљених партизана Немцима у Словцу, напад на Ужице и масакре у Вранићу и Друговцу.
Савезничким ваздухопловцима који су евакуисани уз помоћ четника 1944. није било дозвољено да сведоче у Михаиловићеву корист са образложењем да је њихово сведочење нерелевантно пошто нису били сведоци догађаја. На суђењу су се као сведоци појавили Душан Симовић, Радослав Ђурић, Јован Шкавовић, Милан Грол, Миша Симовић и други, итд. Само су две жене сведочиле у Михаиловићеву корист.

## Оптужени
Остали оптужени су се налазили што у оквирима четничког покрета, што у оквирима југословенске избегличке владе и покрета генерала Милана Недића. Уз генерала Михаиловића, на оптуженичкој клупи су се налазили и:
| Бр. | Фотографија | Оптужени                             | Браниоци                           | Дужност | Служба                                                       | Казна                  | Напомена                |
| --- | ----------- | ------------------------------------ | ---------------------------------- | --- | ------------------------------------------------------------ | ---------------------- | ----------------------- |
| 1.  |             | Армијски генерал Драгољуб Михаиловић | Никола Ђоновић и Драгић Јоксимовић | начелник Штаба Врховне команде ЈВуО, министар војске, морнарице и ваздухопловства Краљевине Југославије (1942-1944) | Краљевина Југославија - Влада Краљевине Југославије у егзилу | Смрт                   | Погубљен 17. јула 1946. |
| 2.  |             | др Стеван Мољевић                    |                                    | Председник Извршног одбора Централног националног комитета                                                          | Краљевина Југославија - Влада Краљевине Југославије у егзилу | 20 година              | Умро у затвору.         |
| 3.  |             | др Младен Жујовић                    | Никола Радовановић                 | члан Централног националног комитета                                                                                | Краљевина Југославија - Влада Краљевине Југославије у егзилу | Смрт (у одсуству)      |                         |
| 4.  |             | др Живко Топаловић                   | Никола Радовановић                 | Потпредседник Извршног одбора Централног националног комитета                                                       | Краљевина Југославија - Влада Краљевине Југославије у егзилу | 20 година (у одсуству) |                         |
| 5.  |             | Ђуро Виловић                         | Милан Омчикус                      | члан Централног националног комитета                                                                                | Краљевина Југославија - Влада Краљевине Југославије у егзилу | 7 година               |                         |
| 6.  |             | Раде Радић                           | Лазар Вучетић                      | |                                                              | Смрт                   | Погубљен 17. јула 1946. |
| 7.  |             | потпуковник Славољуб Врањешевић      | Блажо Радовић                      | команданте Команде Западне Босне - Горски штаб бр. 300                                                              | Краљевина Југославија - Влада Краљевине Југославије у егзилу | 20 година              |                         |
| 8.  |             | Милош Глишић                         | Блажо Радовић                      | |                                                              | Смрт                   | Погубљен 17. јула 1946. |
| 9.  |             | проф. др Слободан Јовановић          | Милош Терзић                       | председник Министарског савета Краљевине Југославије у емиграцији (1942-1943)                                       | Краљевина Југославија - Влада Краљевине Југославије у егзилу | 20 година (у одсуству) |                         |
| 10. |             | Божидар Пурић                        | Павле Миљаковић                    | председник Министарског савета Краљевине Југославије у емиграцији (1943-1944)                                       | Краљевина Југославија - Влада Краљевине Југославије у егзилу | 16 година (у одсуству) |                         |
| 11. |             | др Момчило Нинчић                    | Давид Алкалај                      | министар иностраних послова (1941-1943)                                                                             | Краљевина Југославија - Влада Краљевине Југославије у егзилу | 8 година (у одсуству)  |                         |
| 12. |             | генерал Петар Живковић               | Павле Миљаковић                    | заступник министра војске, морнарице и ваздухопловства (1943)                                                       | Краљевина Југославија - Влада Краљевине Југославије у егзилу | Смрт (у одсуству)      |                         |
| 13. |             | Радоје Кнежевић                      | Слободан Суботић                   | министар двора | Краљевина Југославија - Влада Краљевине Југославије у егзилу | 10 година (у одсуству) |                         |
| 14. |             | др Милан Гавриловић                  | Слободан Суботић                   | министар правде | Краљевина Југославија - Влада Краљевине Југославије у егзилу | 15 година (у одсуству) |                         |
| 15. |             | Живан Кнежевић                       | Драгутин Тасић                     | шеф војног кабинета председника Министарског савета                                                                 | Краљевина Југославија - Влада Краљевине Југославије у егзилу | 20 година (у одсуству) |                         |
| 16. |             | др Константин Фотић                  | Драгутин Тасић                     | посланик Краљевине Југославије у Сједињене Америчке Државе                                                          | Краљевина Југославија - Влада Краљевине Југославије у егзилу | 20 година (у одсуству) |                         |
| 17. |             | Драгомир Јовановић                   | Славко Дуканац                     | управник града Београда                                                                                             | Влада народног спаса                                         | Смрт                   | Погубљен 17. јула 1946. |
| 18. |             | Танасије Динић                       | Богољуб Јовановић                  | министар за социјалну политику                                                                                      | Влада народног спаса                                         | Смрт                   | Погубљен 17. јула 1946. |
| 19. |             | Велибор Јонић                        | Милан Живадиновић                  | министар просвете                                                                                                   | Влада народног спаса                                         | Смрт                   | Погубљен 17. јула 1946. |
| 20. |             | Ђура Докић                           | Драгољуб Јоксимовић                | министар саобраћаја                                                                                                 | Влада народног спаса                                         | Смрт                   | Погубљен 17. јула 1946. |
| 21. |             | Коста Мушицки                        | Ђорђе Ћирић                        | командант Српског добровољачког корпуса                                                                             | Влада народног спаса                                         | Смрт                   | Погубљен 17. јула 1946. |
| 22. |             | Бошко Павловић                       | Слободан Суботић                   | |                                                              | Смрт                   | Погубљен 17. јула 1946. |
| 23. |             | др Лазар Марковић                    | Александар Николић                 | |                                                              | 6 година               |                         |
| 24. |             | др Коста Кумануди                    | Фридрих Попс                       | потписник Апела српском народу                                                                                      |                                                              | 18 месеци              |                         |

## Пресуда
Од 47 тачака оптужнице коју је Милош Минић прочитао 10. јуна 1946. у Београду, Дража Михаиловић је осуђен по осам тачака. Прва је гласила:
Крив је што је од почетка друге половине 1941, па за све време рата и непријатељске окупације организовао и руководио оружане четничке формације познате под именом „четници Драже Михаиловића“ и такозвана Југословенска војска у отаџбини, које су имале за циљ да оружаном акцијом и терором у сарадњи с окупатором подрже окупацију и угуше оружани устанак и ослободилачку борбу српског и осталих народа Југославије.
Изречене казне 15. јула 1946. године су биле:
1. Драгољуб Михаиловић је осуђен на смрт стрељањем, трајан губитак политичких и грађанских права као и одузимање целокупне имовине. Казна је извршена 17. јула 1946. године.
2. Стеван Мољевић је осуђен на 20 година робије, губитак политичких и појединих грађанских права сем родитељских у трајању од десет година и на конфискацију целокупне имовине
3. Младен Жујовић је осуђен на казну смрти стрељањем, трајан губитак политичких и појединих грађанских права, конфискацију целокупне имовине и на губитак држављанства
4. Живко Топаловић је осуђен на 20 година робије, губитак политичких и појединих грађанских права у трајању од десет година, конфискацију целокупне имовине и на губитак држављанства
5. Ђуро Виловић је осуђен на 7 година робије, губитак политичких и појединих грађанских права у трајању од три године и на конфискацију целокупне имовине
6. Раде Радић је осуђен на смрт стрељањем, трајан губитак политичких и појединих грађанских права, конфискацију целокупне имовине и на губитак држављанства
7. Славољуб Врањешевић је осуђен на 20 година робије, губитак политичких и појединих грађанских права сем родитељских у трајању од десет година и на конфискацију целокупне имовине
8. Милош Глишић је на казну смрти стрељањем, трајан губитак политичких и појединих грађанских права и на конфискацију целокупне имовине
9. Слободан Јовановић је осуђен на 20 година робије, губитак политичких и појединих грађанских права у трајању од десет година, конфискацију целокупне имовине и на губитак држављанства
10. Божидар Пурић је осуђен на 16 година робије, губитак политичких и појединих грађанских права у трајању од десет година, конфискацију целокупне имовине и на губитак држављанства
11. Момчило Нинчић је осуђен на 8 година робије, губитак политичких и појединих грађанских права у трајању од пет година, конфискацију целокупне имовине и губитак држављанства
12. Петар Живковић је осуђен на смрт стрељањем, трајан губитак политичких и појединих грађанских права, конфискацију целокупне имовине и на губитак држављанства
13. Радоје Кнежевић је осуђен на 10 година робије, губитак политичких и појединих грађанских права у трајању од пет година, конфискацију целокупне имовине и на губитак држављанства
14. Милан Гавриловић је осуђен на 15 година робије, губитак политичких и појединих грађанских права у трајању од осам година, конфискацију целокупне имовине и на губитак држављанства
15. Живан Кнежевић је осуђен на 20 година робије, губитак политичких и појединих грађанских права у трајању од десет година, конфискацију целокупне имовине и на губитак држављанства
16. Константин Фотић је осуђен на 20 година робије, губитак политичких и појединих грађанских права у трајању од десет година, конфискацију целокупне имовине и на губитак држављанства
17. Драгомир Јовановић је осуђен на смрт стрељањем, трајан губитак политичких и појединих грађанских права и конфискацију целокупне имовине
18. Танасије Динић је осуђен на смрт стрељањем, трајан губитак политичких и појединих грађанских права и конфискацију целокупне имовине
19. Велибор Јонић је осуђен на смрт стрељањем, трајан губитак политичких и појединих грађанских права и конфискацију целокупне имовине
20. Ђура Докић је осуђен на смрт стрељањем, трајан губитак политичких и појединих грађанских права и конфискацију целокупне имовине
21. Коста Мушицки је осуђен на смрт стрељањем, трајан губитак политичких и појединих грађанских права и конфискацију целокупне имовине
22. Бошко Павловић је осуђен на смрт стрељањем, трајан губитак политичких и појединих грађанских права и конфискацију целокупне имовине
23. Лазар Марковић је осуђен на 6 година робије, губитак политичких и појединих грађанских права, сем родитељских у трајању од три године и на конфискацију целокупне имовине
24. Коста Кумануди је осуђен на 18 месеци робије, губитак политичких и појединих грађанских права, сем родитељских у трајању од две године и на конфискацију целокупне имовине.

## Процеси рехабилитације
Године 2007. Слободан Јовановић је рехабилитован одлуком Окружног суда у Београду, а пресуда којом је осуђен на робију и губитак части је проглашена ништавном.
Процес рехабилитације Драгољуба Драже Михаиловића је покренут од стране његовог унука Војислава Михаиловића, са захтевом да се поништи судска пресуда из 1945. године, којом је Дража осуђен за наводну издају народа и отаџбине, те за организовање, наређивање и извршавање или подстрекивање небројених злочина над народом. Процес је покренут 2006. године пред Вишим судом у Београду, а прво рочиште је одржано 2010. године. Процес рехабилитације генерала Драгољуба Михаиловића изазвао је бројне реакције не само у Србији, већ на читавом простору бивше Југославије. Жестока противљења дошла су из Хрватске, док су реакције у Србији и БиХ подељене. Противници процеса рехабилитације подсећају да је Дража Михаиловић осуђен на смрт због истих оних дела због којих су на смрт осуђени и маршал Петен у Француској, Мусерт у Холандији, Квислинг у Норвешкој и други колаборационисти фашизма: због издаје отаџбине, сарадње са окупатором и злочина које су починиле снаге под његовом командом. Захтев за рехабилитацију Драгољуба Михаиловића је усвојен судским решењем 14. маја 2015. године, те је осуђујућа пресуда која је донесена 69 година раније проглашена ништавном.